# Délice Paloma
Délice Paloma  es una película del año 2007.

## Sinopsis
¿Necesita un permiso de construcción? ¿Se siente solo esta noche? Llame a la benefactora nacional, Madame Aldjéria – ella lo arreglará. Cuando se trata de sobrevivir en la Argelia de hoy en día, ningún chanchullo se resiste a esta mujer que se ha rebautizado con el nombre de su país. Cuanto más bonitas y menos escrupulosas sean sus reclutas, mejor será su carrera. La última en llegar, Paloma, tiene mucho éxito, sobre todo con Riyad, el hijo de Madame Aldjéria. Pero la compra de las termas de Caracalla, el sueño que permitiría al clan de Aldjéria cambiar de vida, será el negocio que estará de más.